# Richard Hugh Fisk
Richard Hugh Fisk ou Mr. Fisk (Tunbridge, 3 de setembro de 1922 - São Paulo, 25 de fevereiro de 2019), foi um empresário estadunidense, naturalizado brasileiro.

## Biografia
Aos 12 anos, Mr.Fisk mudou-se para o Estado de New York. Graduou-se em Relações Internacionais e obteve o diploma Master of Arts pela School of Advanced International Studies, Johns Hopkins University, em Washington, DC. Em 1950, Mr. Fisk pretendia apenas visitar seu irmão que trabalhava no Consulado Americano no Brasil, mas encantou-se com o país e seu povo e nunca mais voltou a morar nos Estados Unidos. 
A fim de manter-se no Brasil, Mr. Fisk começou a lecionar inglês e criou seu próprio método de ensino baseado nas dificuldades específicas dos brasileiros ao aprenderem o idioma. O interesse dos estudantes brasileiros foi tão grande que Mr. Fisk sentiu a necessidade de estabelecer sua própria escola em São Paulo, capital. A partir daí, o crescimento foi vertiginoso e, pelo sistema de franquia, as Escolas Fisk se espalharam por todo o Brasil e também países vizinhos.
Mr. Fisk dava aulas a particulares de inglês, chegando até mesmo a trabalhar como professor para algumas escolas, o que fez por poucos anos, quando finalmente decidiu criar sua própria escola, cujo material didático e método seriam inteiramente novos e originais.
Em 1951, foi o primeiro apresentador de cursos de idiomas com Escola de Inglês na TV Tupi e TV Rio. Fisk fez o papel de Mr.Pep, um professor que ensinava inglês para seus alunos.
Em 15 de outubro de 2003, recebeu o diploma "Cidadão Paulistano" pela Câmara Municipal de São Paulo. Em abril de 2015, foi homenageado como "Personalidade Privada do Franchising" pela ABF.

## Surgem as escolas Fisk
A primeira escola Fisk foi instituída em julho de 1958, com sua sede à Rua Francisca Miquelina, no Bairro da Bela Vista, em São Paulo.
Os planos do seu fundador visavam elaborar um método prático e completo de ensino que eliminaria de vez dificuldades mais comuns relacionadas ao aprendizado de um idioma. Criaria simultaneamente bases sólidas para que o aluno pudesse atingir o nível da conversação fluente do modo mais rápido e perfeito possível.

## A rede de escolas
A pequena escola no bairro da Bela Vista, em São Paulo, praticou o método Fisk, tornando-se conhecido e ganhando adeptos.
Mr. Fisk estabeleceu mais algumas filiais próprias na capital de São Paulo, mas percebeu que jamais poderia, pessoalmente, controlar todas as escolas que rapidamente se espalhavam pelos quadrantes do Brasil.
A única solução era autorizar pessoas em outros estados a usar o nome Fisk, bem como seu método e material didático. Assim era criado o sistema de Escolas Autorizadas Fisk (franchising), e nascia a maior rede de ensino da língua inglesa do Brasil.
Era evidente que tal empreendimento exigia uma retaguarda tanto administrativa quanto didática de grande envergadura, ou seja, um esquema de treinamento, publicidade, orientação administrativa e didática que fosse eficaz o suficiente para prover uma perfeita cobertura e assistência às necessidades de todas as escolas autorizadas, cujo número não parava de aumentar.
Assim, o corpo administrativo, unido ao departamento pedagógico, incumbiu-se de contratar e treinar um número cada vez maior de professores para as Escolas Fisk de São Paulo, dar treinamento intensivo semestrais às escolas autorizadas a fim de padronizar a atuação da mesma, garantindo êxito absoluta da rede e fornecer orientação geral sobre localização das escolas, sobre a publicidade envolvida em seu planejamento, relações públicas e à recepção de alunos; traçar as diretrizes que norteariam o elevado padrão de escola a que os professores deveriam ser submetidos, cedendo aos candidatos aprovados extensivo treinamento, e depois, quando já em suas atividades, uma constante supervisão para que os mesmos continuassem mantendo o excelente nível que se exige no desempenho da aula.